# Pierre Lhermite
Pour les articles homonymes, voir Lhermite.
Ne doit pas être confondu avec le contre-amiral Jean-Marthe-Adrien Lhermitte.
Pierre Louis Lhermite, né le 20 décembre 1761 à Dunkerque (Flandre française) et mort le 22 mars 1828 dans cette même ville, est un corsaire dunkerquois et officier de marine français. Il termine sa carrière avec le grade de contre-amiral.

## Marin au commerce et corsaire
Il embarque comme mousse au commerce à tout juste 9 ans (1770). Il sert sur différents corsaires pendant la guerre d’indépendance des États-Unis y compris comme capitaine (à vingt ans) de deux d’entre eux, la Gloire et le Courrier de Dunkerque. Il est blessé au combat en 1783. À la paix, il rejoint la navigation au commerce pour 10 ans essentiellement sur des bâtiments assurant le trafic entre Dunkerque et les Antilles.

## Officier de la marine républicaine
En juin 1793, il rejoint la marine de guerre comme lieutenant de vaisseau. Il sert sur le Tigre de l’escadre Van Stabel. Il participe au coup de main par lequel Van Stabel s’empare d’une part d’un convoi britannique très fortement escorté par l’escadre de Richard Howe. Toujours sur le Tigre, il fait partie de l’escorte du convoi d’Amérique que Van Stabel réussit à conduire avec succès jusqu’à Brest. 
Capitaine de vaisseau en octobre 1794, il commande le vaisseau Gasparin et participe à la désastreuse croisière du Grand Hiver. Il commande ensuite la flottille de Flessingue puis la frégate la Poursuivante de fin 1795 à 1802 avec une seule interruption fin 1797 – début 1798. Il commande ensuite le vaisseau Duguay-Trouin à Saint-Domingue dans l’escadre Villaret-Joyeuse ; il s’empare de la ville de Petit-Goave. Au Cap-Français le 24 juillet 1803, il repousse l’attaque d’une division britannique. Poursuivi par une escadre britannique au large du Ferrol en 1804, il réussit à lui échapper.

## Amiral et préfet sous l’Empire
Il commande le Génois en Méditerranée de 1805 à 1809 notamment avec l’escadre Ganteaume (Honoré Joseph Antoine Ganteaume) lors de la campagne de Corfou en 1808. Il commande ensuite l’Albanais dans l’escadre de l’Escaut et y dirige la flottille. Il joue un rôle clé dans la défense victorieuse de Walcheren lors de la tentative de débarquement britannique de l’été 1809, ce qui lui vaut le grade de contre-amiral à la fin de l’année. 
Sur le Tilsit, il commande une division de l’escadre d’Anvers en 1811. Enfin il commande successivement les flottilles d’Ems et de Hambourg. La Première Restauration le laisse sans affectation mais il est préfet maritime de Dunkerque lors des Cent-Jours et mis en retraite dès le retour des Bourbons.
Malgré ses états de service sérieux, il n’est pas retenu dans la liste de l’Arc de Triomphe.
Pierre Lhermite était franc-maçon : il apparaît notamment sur le tableau de la Loge Amitié et fraternité de Dunkerque en 1799.

## Lhermite et Lhermitte
Pierre Lhermite est très souvent confondu avec un autre contre-amiral de l’Empire et son homonyme : Jean Lhermitte (Jean-Marthe-Adrien Lhermitte) dans nombre de notices biographiques, dans des ouvrages historiques et même dans certains dossiers du service historique de la marine. Leurs carrières furent pourtant fort différentes.

## Distinction
- Commandeur de la Légion d’honneur
- Chevalier de Saint-Louis

## Hommage
- Une rue de Dunkerque porte son nom depuis le 20 mars 1891[4].

### Sources et bibliographie
- Georges Six, Dictionnaire biographique des Généraux et Amiraux de la Révolution et de l’Empire, Librairie historique et nobiliaire, Georges Saffroy éditeur, Paris 1934
- Jean Marc Van Hille (dir.), Dictionnaire des marins francs-maçons, Éditions le Phare de Misaine, Nantes, 2008
- Étienne Taillemite, Dictionnaire des marins français, Tallandier, 2002, p. 336-337